# Zapasy na Letnich Igrzyskach Olimpijskich 1932 – kategoria do 66 kg w stylu wolnym
Zmagania mężczyzn do 66 kg to jedna z siedmiu męskich konkurencji w zapasach w stylu wolnym rozgrywanych podczas Letnich Igrzysk Olimpijskich 1932. Pojedynki w tej kategorii wagowej odbyły się w dniach 1 – 3 sierpnia.

## Klasyfikacja[1]
| Pos. | Zawodnik           | Kraj              |
| ---- | ------------------ | ----------------- |
| 1    | Charles Pacôme     | Francja           |
| 2    | Károly Kárpáti     | Węgry             |
| 3    | Gustaf Klarén      | Szwecja           |
| 4    | Kustaa Pihlajamäki | Finlandia         |
| 4    | Melvin Clodfelter  | Stany Zjednoczone |
| 6    | Eitarō Suzuki      | Japonia           |
| 6    | Howie Thomas       | Kanada            |
| 6    | Osvald Käpp        | Estonia           |

## Zasady[2]
Punktacja opierała się na systemie "złych punktów karnych". Zwycięzca otrzymywał zero punktów za wygraną przez "tusz" (łopatki), a jeden za zwycięstwo decyzją trzech sędziów. Za porażkę na punkty zawodnik otrzymywał trzy punkty. Uzyskanie pięciu lub więcej punktów eliminowało zapaśnika z turnieju.   

## Wyniki

### Pierwsza runda[3]
| Zwycięzca         | Punkty karne | Wynik     | Przegrany          | Punkty karne |
| ----------------- | ------------ | --------- | ------------------ | ------------ |
| Gustaf Klarén     | 1            | Na punkty | Howie Thomas       | 3            |
| Melvin Clodfelter | 1            | Na punkty | Kustaa Pihlajamäki | 3            |
| Károly Kárpáti    | 0            | Łopatki   | Eitarō Suzuki      | 3            |
| Charles Pacôme    | 1            | Na punkty | Osvald Käpp        | 3            |

### Druga runda[4]
| Zwycięzca          | Punkty karne | Wynik     | Przegrany         | Punkty karne |
| ------------------ | ------------ | --------- | ----------------- | ------------ |
| Gustaf Klarén      | 1            | Łopatki   | Melvin Clodfelter | 4            |
| Kustaa Pihlajamäki | 4            | Na punkty | Howie Thomas      | 6            |
| Charles Pacôme     | 1            | Łopatki   | Eitarō Suzuki     | 6            |
| Károly Kárpáti     | 1            | Na punkty | Osvald Käpp       | 6            |

### Trzecia runda[5]
| Zwycięzca          | Punkty karne | Wynik     | Przegrany      | Punkty karne |
| ------------------ | ------------ | --------- | -------------- | ------------ |
| Kustaa Pihlajamäki | 5            | Na punkty | Gustaf Klarén  | 4            |
| Melvin Clodfelter  | 5            | Na punkty | Károly Kárpáti | 4            |
| Charles Pacôme     | 1            | -         | Bez walki      |              |

### Czwarta runda[6]
| Zwycięzca      | Punkty karne | Wynik     | Przegrany     | Punkty karne |
| -------------- | ------------ | --------- | ------------- | ------------ |
| Charles Pacôme | 2            | Na punkty | Gustaf Klarén | 7            |
| Károly Kárpáti | 4            | -         | Bez walki     |              |

### Piąta runda[7]
| Zwycięzca      | Punkty karne | Wynik     | Przegrany      | Punkty karne |
| -------------- | ------------ | --------- | -------------- | ------------ |
| Charles Pacôme | 3            | Na punkty | Károly Kárpáti | 7            |